# Tommy James and the Shondells
Tommy James and the Shondells es una banda de rock que tuvo 2 sencillos en primer lugar en listas de Billboard en los Estados Unidos durante la década de los 1960, Hanky Panky y Crimson and Clover, pero también mantuvo distintas canciones dentro de las 10 grandes de Billboard entre otras: I Think We're Alone Now, Mony Mony, Sweet Cherry Wine y Crystal Blue Persuasion.

## Historia
La banda se formó inicialmente bajo el nombre de Tom and the Tornadoes con un cantante de entonces de 12 años de edad llamado Tommy James. En 1963 Tommy decidió renombrar al grupo como los Shondells a partir del apellido de uno de sus ídolos, el cantante Troy Shondell. Ese mismo año grabaron el tema original de Jeff Barry/Ellie Greenwich llamado "Hanky Panky" (originalmente grabada por el grupo The Raindrops y cara B de su sencillo). La versión de Tommy se vendió de manera aceptable en Míchigan, Indiana e Illinois pero el sello Snap Records para el cual habían grabado no tenía distribución por lo que el sencillo no logró figurar en listas y los Shondells se desintegraron.
Dos años después una radiodifusora de Pittsburg retomó el olvidado tema y lo presentó como un estreno "exclusivo". La respuesta de los radioescuchas animó a la estación para reproducirla  regularmente. Un disc jockey de Pittsburg llevó una copia por distintos bailes y la demanda por el disco se elevó. Los contrabandistas respondieron imprimiendo 80,000 copias ilegales del sencillo para ofrecerlas en el mercado negro, las cuales fueron vendidas en tiendas de Pennsylvania. James supo de todo ello después de recibir una llamada telefónica en diciembre de 1965 de "Mad Mike Metro" un conocido disc jockey quien lo invitó a interpretar la canción. James recontactó a sus compañeros pero todos ellos habían cambiado sus ambiciones musicales por otras actividades por lo que ninguno quiso viajar a Pittsburg.
En 1966, James se presentó solo e hizo actuaciones promocionales en las radiodifusoras de Pittsburg, en clubes nocturnos y en las televisoras locales. "No tenía grupo y tenía que formar uno rápido" recuerda James, "Cierta noche  me encontraba en un club nocturno y caminé hacia un grupo que se encontraba tocando ahí muy bien y les pregunté si querían ser los Shondells. Ellos dijeron que si y llegamos  lejos".[cita requerida]
Al lado de Vale, Rosman, Kessler, Pietropaoli, y Magura como sus nuevos Shondells, James tenía ahora un grupo con el cual efectuar giras para promover el sencillo. Posteriormente James se dirigió a Nueva York y vendió la cinta maestra de "Hanky Panky" a Roulette Records con una gran promoción detrás de él. El éxito vino a ser número uno nacional en junio de 1966. Para ese entonces Kessler, Pietropaoli y Magura fueron reemplazados por Gray y Lucía.
Inicialmente, Tommy James y sus Shondells interpretaban un tipo de rock and roll caótico, pero muy pronto se vieron ligados al movimiento de la Bubblegum pop. el compositor Ritchie Cordell les dio su cuarto éxito: "I Think We're Alone Now" y lograron la posición número 10 con el tema "Mirage" (espejismo) en 1967. Para 1968, los integrantes del grupo se probaban como compositores con James y Lucía al escribir el tema psicodélico clásico "Crimson and Clover". La canción fue grabada y mezclada en su totalidad por Bruce Staple, en la que James hacía uso de su talento en la voz y el grupo recurría al entonces inusual uso de recursos electrónicos como vocoders y phasers.
En 1968 el grupo efectuó una gira al lado del vicepresidente Hubert Humphrey durante su campaña presidencial. Humphrey expresó su aprecio al escribir los comentarios en la contraportada del álbum "Crimson and Clover".
Otros éxitos fueron: "Crystal blue persuasion", "Sweet Cherry Wine", y "Mony Mony", este último escrito por la dupla James-Vale quienes presuntamente se inspiraron en un letrero luminoso en el edificio de la Mutual Of New York (recientemente reemplazado por el número 1740) el cual se veía desde la ventana de su apartamento. También produjeron "Sugar on Sunday", reinterpretada posteriormente por The Clique.
El grupo continuó exitosamente hasta principios de la década de los 1970, cuando James se cansó de las extenuantes giras y decidió alejarse. Sus cuatro compañeros de grupo se mantuvieron por poco tiempo activos con el nombre de Hog Heaven para desbandarse finalmente.
En 1970 james escribió y produjo el éxito #7 para el grupo Alive N Kickin', James inició una carrera de solista en 1971 con solo dos éxitos notables "Draggin' the line" (1971) y "Three Times In Love" (1980).
Durante los 1980 el repertorio del grupo fue retomado por otros artistas lo que resultó en éxitos nuevamente, Joan Jett & The Blackhearts lanzaron su versión a "Crimson and Clover" (1982), Tiffany's con "I Think We're Alone Now" y Billy Idol con su versión controversial de "Mony Mony" (incluyó frases obscenas en la canción). Esta última reemplazó a "I Think We're Alone Now" en el número 1 de Billboard, ya que ambas versiones fueron lanzadas el mismo año (1987).

## Discografía

### Sencillos
- 1966: "Hanky Panky" (#1 U.S.) (#38 UK) (#1 CAN)
- 1966: "Say I Am (What I Am)" (#21) (#12 CAN)
- 1966: "It's Only Love" (#31) (#10 CAN)
- 1967: "I Think We're Alone Now" (#4) (#6 CAN)
- 1967: "Mirage" (#10) (#2 CAN)
- 1967: "I Like the Way" (#25) (#21 CAN)
- 1967: "Gettin' Together" (#18) (#24 CAN)
- 1967: "Out of the Blue" (#43) (#35 CAN)
- 1968: "Get Out Now" (#48) (#37 CAN)
- 1968: "Mony Mony" (#3) (#1 UK, 3 weeks) (#3 CAN)
- 1968: "Somebody Cares" (#53) (#40 CAN)
- 1968: "Do Something to Me" (#38) (#16 CAN)
- 1968: "Crimson and Clover" (#1) (#1 CAN)
- 1969: "Sweet Cherry Wine" (#7) (#6 CAN)
- 1969: "Crystal Blue Persuasion" (#2) (#1 CAN)
- 1969: "Ball of Fire" (#19) (#8 CAN)
- 1969: "She" (#23) (#15 CAN)
- 1970: "Gotta Get Back to You" (#45) (#16 CAN)
- 1970: "Come to Me" (#47) (#46 CAN)
- 2004: "I Love Christmas" (CD single)

### Álbumes
- 1966 Hanky Panky
- 1966 Gettin' Together
- 1967 I Think We're Alone Now
- 1968 Mony Mony
- 1968 Crimson and Clover
- 1969 Cellophane Symphony
- 1969 The Best of Tommy James and the Shondells
- 1970 Travelin'
- 1976 Tighter, Tighter
- 1977 Midnight Rider
- 1980 Three Times in Love
- 1990 Hi Fi
- 1988 TJ&S: Anthology
- 1997 Greatest Hits Live!